# Edith Zimmermann
Edith Zimmermann (* 1. November 1941 in Lech am Arlberg) ist eine ehemalige österreichische Skirennläuferin. In den 1960er-Jahren siegte sie in zahlreichen internationalen Rennen und gewann die Silbermedaille in der Abfahrt bei den Olympischen Winterspielen 1964.

## Biografie
Edith Zimmermann erlernte den Skilauf im Alter von sechs Jahren, ihre um ca. viereinhalb Jahre jüngere Schwester Heidi wurde ebenfalls Skirennläuferin. Rasch zeigte sich ihr großes Talent und sie wurde in den renommierten Ski-Club Arlberg aufgenommen. Bei Nachwuchsrennen feierte sie erste Erfolge, wurde 1960 Österreichische Juniorenmeisterin in der Kombination, gewann im selben Jahr bereits den Riesenslalom in Seefeld und erzielte einige weitere Podestplätze.
Im Winter 1960/61 wurde die Zürserin in den A-Kader des Österreichischen Skiverbandes aufgenommen, erreichte wiederum einige Podestplatzierungen und siegte in ihrem Heimatort im traditionellen Zürsersee-Riesenslalom. Im nächsten Winter kamen ein Sieg im Riesenslalom von Spittal sowie die dritten Plätze in Abfahrt und Kombination von Gröden und im Slalom von St. Moritz hinzu, dennoch war sie bei den Weltmeisterschaften 1962 nur Ersatzläuferin und kam nicht zu einem Renneinsatz. Kurz danach feierte sie zwei weitere Siege im Riesenslalom und in der Kombination bei der Coppa Grischa in Lenzerheide. In der Saison 1962/63 gewann Zimmermann den Slalom und die Kombination auf der Axamer Lizum bei Innsbruck, die Abfahrt in Davos, den Riesenslalom von Bad Hindelang und alle drei Riesenslaloms der Drei-Pisten-Rennen in Arosa. Mit zahlreichen weiteren Podestplätzen, unter anderem den zweiten Platz in der Abfahrt der Arlberg-Kandahar-Rennen, war sie gesamt gesehen sogar die beste Läuferin der Saison.
Ihren größten Erfolg feierte Zimmermann bei den Olympischen Winterspielen 1964 in Innsbruck: In der Abfahrt setzte sie sich mit Startnummer 11 vor Traudl Hecher an die Spitze und wurde danach nur noch von Christl Haas geschlagen. Somit gewann die damals 22-Jährige die Silbermedaille in der Abfahrt und mit den Plätzen fünf im Slalom und sechs im Riesenslalom auch noch die Bronzemedaille in der Kombination, welche allerdings nur als Weltmeisterschaftsmedaille zählte. Nach den Spielen gewann sie den Riesenslalom in Garmisch-Partenkirchen, den Riesenslalom in Åre sowie Slalom, Riesenslalom, Abfahrt und Kombination in Gällivare.
Im Winter 1964/65 siegte Zimmermann im Riesenslalom der SDS-Rennen in Grindelwald sowie in Abfahrt und Kombination von Villard-de-Lans und wurde Österreichische Meisterin im Slalom und in der Kombination. Bei den Goldschlüsselrennen wurde sie Zweite in der Abfahrt und Dritte in der Kombination. In der Saison 1965/66 bestritt sie ihre letzten Rennen und erreichte im Riesenslalom und in der Abfahrt von Grindelwald noch zwei zweite Plätze. Am 17. Januar 1966 beendete Zimmermann ihre Karriere und heiratete bald darauf in Bregenz den Bauunternehmer Walter-Heinz Rhomberg und ist Mutter dreier Kinder. Sie engagierte sich für ein Hilfsprojekt in Albanien.

## Erfolge

### Olympische Winterspiele
- Innsbruck 1964: 2. Abfahrt, 5. Slalom, 6. Riesenslalom

### Weltmeisterschaften
- Innsbruck 1964 : 2. Abfahrt, 3. Kombination 5. Slalom, 6. Riesenslalom

### Österreichische Meisterschaften
- Österreichische Meisterin im Slalom und in der Kombination 1965